# Katherine Maher
Katherine Roberts Maher (IPA: /kæθ(ə)rɪn ˈrɒbəts mɑːr/) nguyên là giám đốc điều hành của Quỹ Wikimedia từ tháng 6 năm 2016. Trước đó, bà làm giám đốc truyền thông. Bà có kiến thức cơ bản trong lĩnh vực công nghệ thông tin và truyền thông và làm việc trong các lĩnh vực phi lợi nhuận và quốc tế, tập trung vào việc sử dụng công nghệ để trao quyền cho con người và phát triển quốc tế. Tuy nhiên, bà đã có ý định sẽ từ chức vào ngày 15 tháng 4 năm 2021. Hiện nay (tháng 6 năm 2021) bà đã thôi chức vụ này.

## Thời thơ ấu và giáo dục
Maher sinh ngày 18 tháng 4 năm 1983 ở Wilton thuộc Connecticut. Hồi niên thiếu học tại trường trung học Wilton. Sau khi tốt nghiệp trung học, Maher tốt nghiệp chương trình chuyên sâu về Ngôn ngữ Ả Rập của Viện Ngôn ngữ Ả Rập của Đại học Hoa Kỳ ở Cairo vào năm 2003, mà cô cho rằng đây là một trải nghiệm hình thành giúp thấm nhuần tình yêu sâu sắc của Trung Đông. Sau đó, Maher theo học tại Viện Nghiên cứu Ả Rập của Pháp ở Damascus ở Syria và dành thời gian ở Lebanon và Tunisia. Vào năm 2005, Maher nhận bằng cử nhân của Đại học New York về Nghiên cứu Trung Đông và Hồi giáo, dự định sẽ trở thành một học giả và làm việc cho nhân quyền và các tổ chức phát triển quốc tế.
Bà năng động, làm việc tại nhiều nơi và trụ sở ở San Francisco, California. Bà thành thạo tiếng Anh, Ả Rập, Pháp và Đức.

## Sự nghiệp và hoạt động

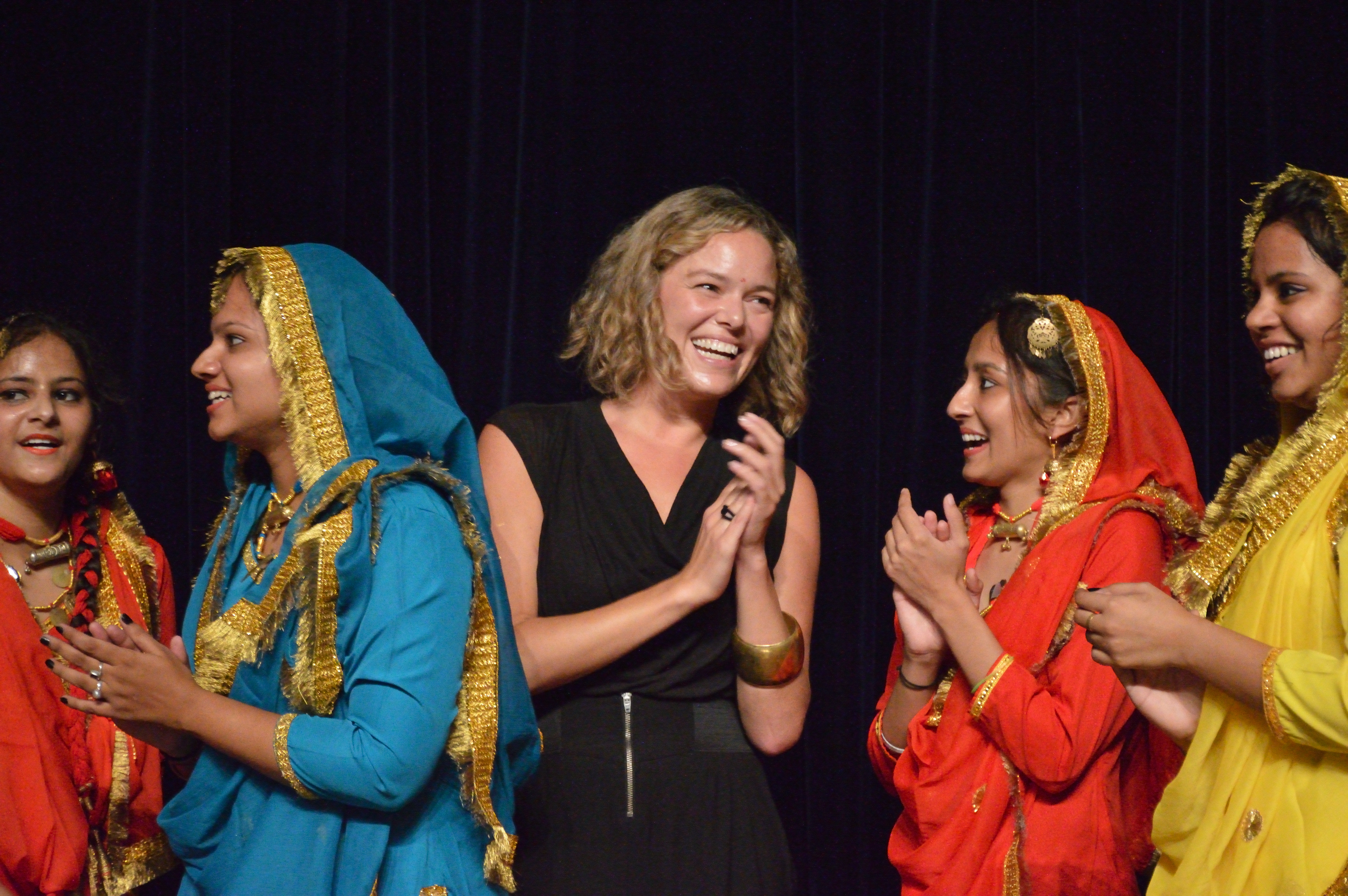
Katherine Maher với các vũ công giddha tại WikiConference Ấn Độ 2016.

Sau khi thực tập tại Hội đồng Quan hệ Đối ngoại và Tập đoàn Eurasia, năm 2005, Maher bắt đầu làm việc tại HSBC ở London, Đức và Canada trong chương trình phát triển nhà quản lý quốc tế của tập đoàn này.
Từ năm 2007 đến 2010, Maher trở lại thành phố New York, làm việc tại UNICEF với tư cách là cán bộ truyền thông và đổi mới. Cô đã làm việc để thúc đẩy việc sử dụng công nghệ để cải thiện cuộc sống của mọi người và đi nhiều nơi để làm việc về các vấn đề liên quan đến sức khỏe bà mẹ, phòng chống HIV / AIDS và sự tham gia của thanh niên vào công nghệ. Một trong những dự án đầu tiên của cô tại UNICEF liên quan đến việc thử nghiệm các tiện ích mở rộng MediaWiki liên quan đến khả năng tiếp cận ở Ethiopia. Một dự án khác đã nhận được tài trợ từ USAid Development 2.0 Challenge để nghiên cứu việc sử dụng điện thoại di động với mục đích theo dõi tình trạng dinh dưỡng ở trẻ em ở Malawi.
Từ năm 2010 đến 2011, Maher làm việc tại Viện Dân chủ Quốc gia với tư cách là Cán bộ Chương trình CNTT-TT, làm việc trong lĩnh vực công nghệ thông tin và truyền thông (ICT).
Từ năm 2011 đến năm 2013, Maher làm việc tại Ngân hàng Thế giới với tư cách là chuyên gia đổi mới CNTT-TT và tư vấn về công nghệ cho sự phát triển quốc tế và dân chủ hóa, làm việc về CNTT-TT cho trách nhiệm giải trình và quản trị, tập trung vào vai trò của điện thoại di động và các công nghệ khác trong việc tạo điều kiện cho xã hội dân sự và cải cách thể chế, đặc biệt là ở Trung Đông và Châu Phi. Bà là đồng tác giả của một chương về "Làm việc cho Chính phủ Di động" ở một ấn phẩm của Ngân hàng Thế giới có tiêu đề Thông tin và Truyền thông cho Phát triển 2012: Tối đa hóa Di động. Đến năm 2012, nguồn cấp dữ liệu Twitter của Maher về các vấn đề liên quan đến Trung Đông đã được chú ý nhờ đưa tin về Mùa xuân Ả Rập.

Từ năm 2013 đến năm 2014, Maher là giám đốc vận động tại Access Now có trụ sở tại Washington, D.C. Trong công việc này, bà tập trung vào tác động đến người dân đối với luật pháp về an ninh mạng, đạo đức và bôi nhọ nhà nước nhằm tăng cường kiểm duyệt của nhà nước và giảm bớt sự bất đồng chính kiến.

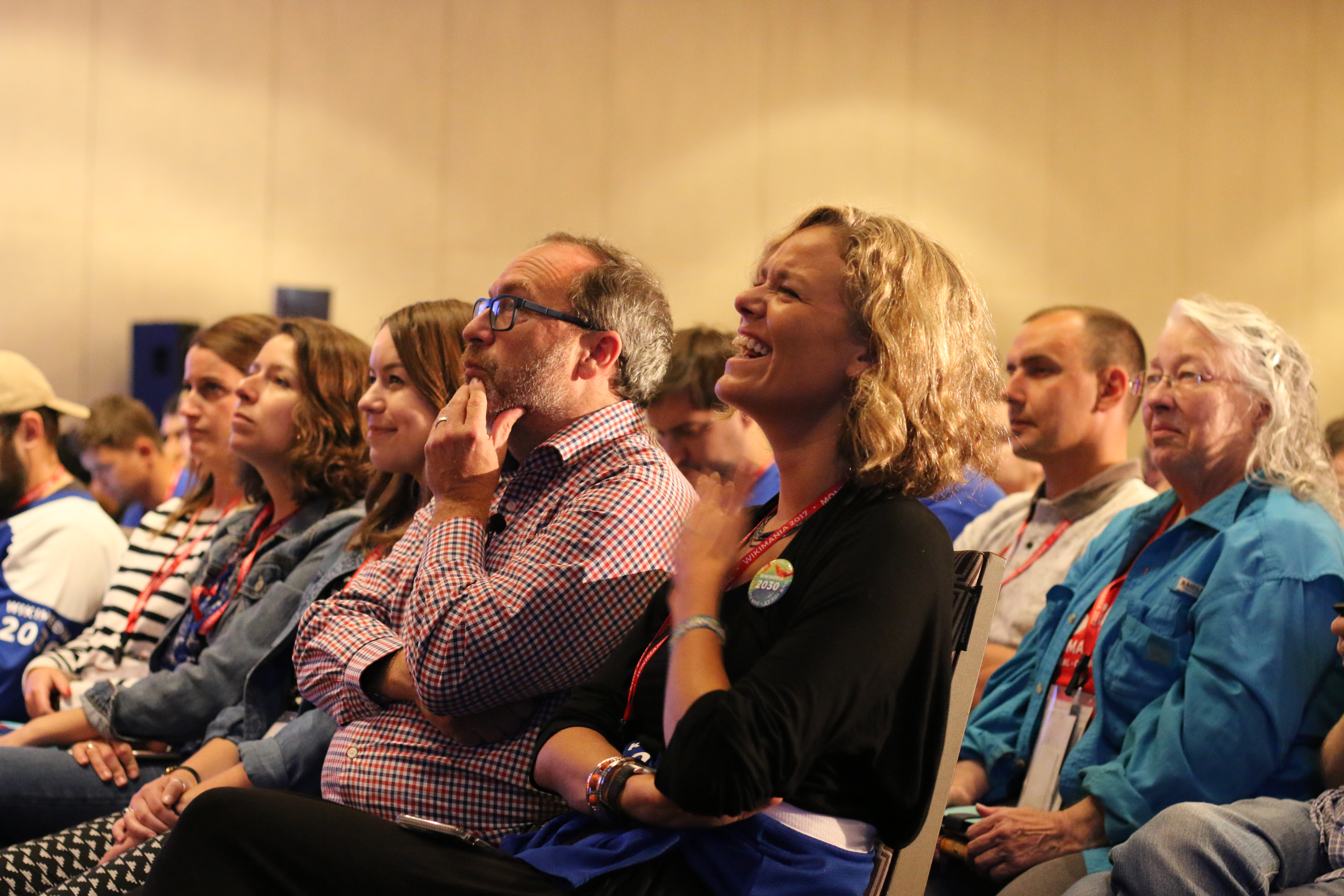
- Jimmy Wales và Maher ở Wikimania năm 2017

Maher là giám đốc truyền thông của Wikimedia Foundation từ tháng 4 năm 2014 đến tháng 3 năm 2016. Cô đã được The Washington Post phỏng vấn về luật bản quyền của Hoa Kỳ.
Maher trở thành giám đốc điều hành tạm thời của Wikimedia Foundation vào tháng 3 năm 2016, sau khi giám đốc điều hành Lila Tretikov từ chức, sau đó được bổ nhiệm làm giám đốc điều hành vào tháng 6 năm 2016. Người sáng lập Wikipedia Jimmy Wales đã thông báo về việc bổ nhiệm vào ngày 24 tháng 6 tại  Wikimania 2016 ở Esino Lario, Ý.
Maher nói rằng cô ấy tập trung vào việc bao gồm kỹ thuật số toàn cầu như một cách để cải thiện và bảo vệ quyền của mọi người đối với thông tin thông qua công nghệ.
Năm 2013, tờ The Diplomatic Courier đã vinh danh bà là một trong 99 chuyên gia trẻ dưới 33 tuổi hàng đầu thế giới về chính sách đối ngoại.

## Tác phẩm và xuất bản
- Maher, Katherine (tháng 12 năm 2010). "Food Fights—Nick Cullather's The Hungry World: America's Cold War Battle Against Poverty in Asia". Bookforum. Bản gốc lưu trữ ngày 19 tháng 8 năm 2023. Truy cập ngày 18 tháng 2 năm 2021.
- Maher, Katherine (ngày 21 tháng 3 năm 2011). "SXSW festival takes on board use of technology for social impact". The Guardian.
- Maher, Katherine (ngày 17 tháng 8 năm 2012). "Did the Bounds of Cyber War Just Expand to Banks and Neutral States?". The Atlantic.
- Raja, Siddhartha; Melhem, Samia; Cruse, Matthew; Goldstein, Joshua; Maher, Katherine; Minges, Michael; Surya, Priya (tháng 8 năm 2012). "Chapter 6: Making Government Mobile" (PDF). Information and Communications for Development 2012: Maximizing Mobile. Washington, DC: World Bank. tr. 87–101. doi:10.1596/9780821389911_ch06. ISBN 978-0-8213-8991-1. OCLC 895048866.
- Maher, Katherine; York, Jillian C. (2013). "Origins of the Tunisian Internet". Trong Hussain, Muzammil M.; Howard, Philip N. (biên tập). State Power 2.0: Authoritarian Entrenchment and Political Engagement Worldwide. Burlington, VT: Ashgate Publishing Group. ISBN 978-1-4094-5469-4. OCLC 940726016.
- Maher, Katherine (ngày 25 tháng 2 năm 2013). "The New Westphalian Web: The future of the Internet may lie in the past. And that's not a good thing". Foreign Policy. Bản gốc lưu trữ ngày 5 tháng 3 năm 2015.
- Maher, Katherine (ngày 19 tháng 3 năm 2014). "No, the U.S. Isn't 'Giving Up Control' of the Internet". Politico. Bản gốc lưu trữ ngày 6 tháng 8 năm 2020. Truy cập ngày 18 tháng 2 năm 2021.
- Maher, Katherine (ngày 5 tháng 12 năm 2016). "The Sum of All Knowledge" (Video). Google Talks.
- Maher, Katherine (ngày 4 tháng 10 năm 2017). "How Wikipedia Changed The Exchange Of Knowledge (And Where It's Going Next)". Forbes.
- Maher, Katherine (ngày 17 tháng 10 năm 2017). "Will Wikipedia Exist in 20 Years?" (Video). Berkman Klein Center for Internet and Society at Harvard University.
- Maher, Katherine (ngày 12 tháng 3 năm 2019). "Without Humans, A.I. Can Wreak Havoc". The New York Times.